# Podul Gura Bîcului–Bîcioc
Podul Gura Bîcului–Bîcioc este un pod rutier peste Nistru din Republica Moldova, care, face legătura dintre localitățile Gura Bîcului din raionul Anenii Noi, situată pe partea dreaptă a Nistrului și Bîcioc din raionul Grigoriopol, Transnistria.
Este traversat de șoseaua M5.

## Istoric
A fost dat în exploatare în 1982.

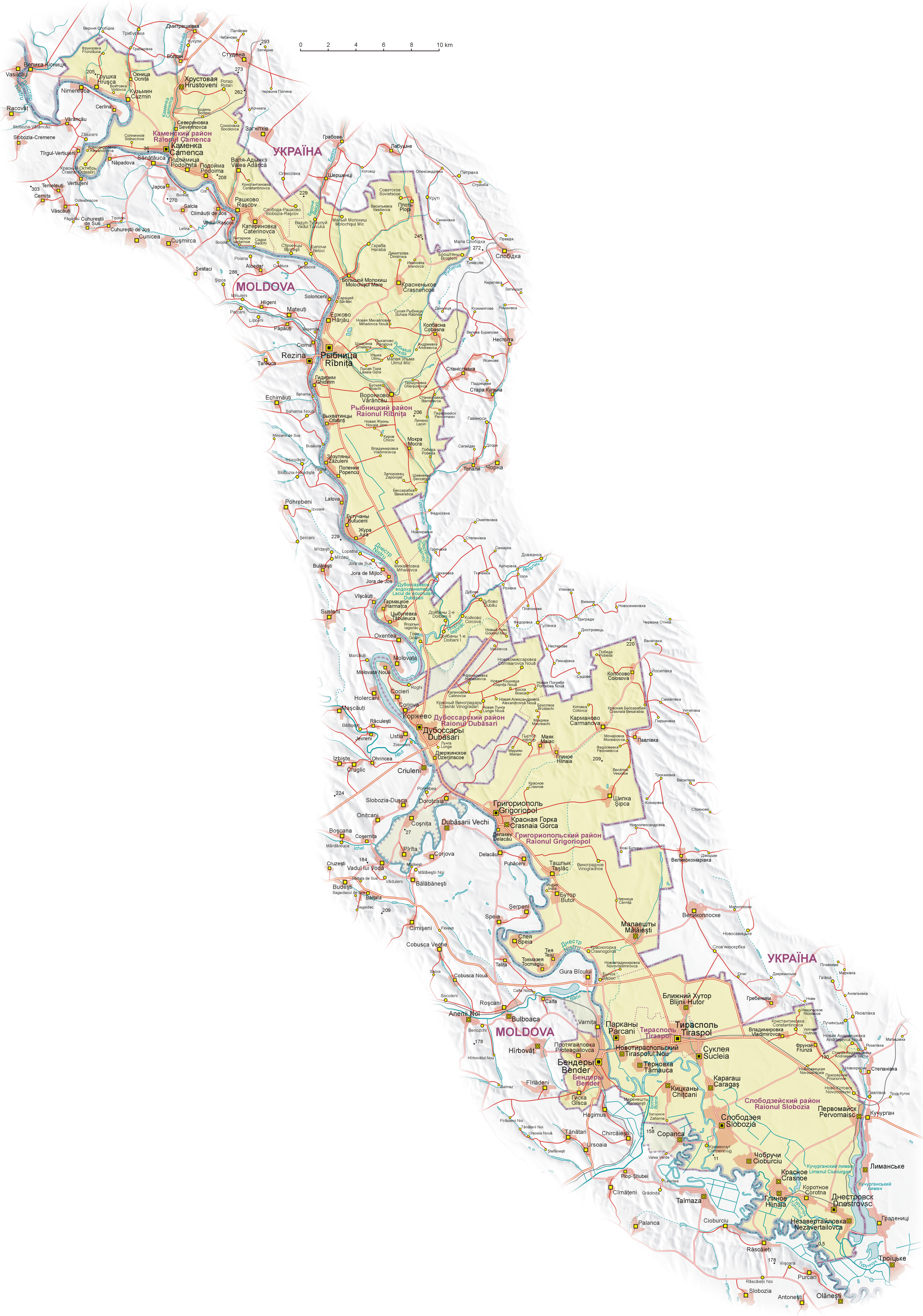
Legături cu raioanele Republicii Moldova din stânga Nistrului.

În primăvara anului 1992, la 4 mai, podul a fost grav deteriorat de către militarii regimului transnistrean, respectiv de către geniștii batalionului de profil din Parcani al Armatei a 14-a, alăturați la ordin separatiștilor.
Lucrarea de artă a fost redeschisă circulației de abia în luna noiembrie 2017 datorită divergențelor existente între Guvernul Republicii Moldova și conducerea Rebublicii Moldovenești Nistrene, deși aceasta fusese reabilitată cu fonduri europene încă din anul 2000 (2001 după o altă sursă).

## Aspecte economice
Este traversat de șoseaua M5.
Pe partea dreaptă a podului  se află un post fiscal de control al Republicii Moldova.

## Vezi si
- Transportul în Republica Moldova